# Tysk Østafrikanske Kompagni
Det Tysk Østafrikanske Kompagni (tysk: Deutsch-Ostafrikanische Gesellschaft) var en organisation, grundlagt af Karl Peters (med kejserlig opbakning fra Otto von Bismarck) den 2. april 1885, der skulle styre Tysk Østafrika (i dag Tanzania). Selskabet grundlagde koloniens første hovedstad ved Bagamoyo, men denne flyttedes snart til Dar es Salaam.
I 1888 overtog selskabet det konkursramte Tyske Witu Samfund, der var blevet skabt for at handle med det tyske protektorat Wituland bare halvandet år tidligere.
I april 1888 lejede kompagniet kyststriben der vender mod Zanzibar fra sultan Khalifa bin Said for 50 år. Forsøget på at overtage området ledte til en opstand langs kysten. Kompagniet kunne kun holde Dar es Salaam og Bagamoyo med hjælp fra den tyske flåde. I 1889 måtte kompagniet bede om hjælp fra den tyske regering til at slå opstanden ned. 
I 1891 blev det tydeligt at kompagniet ikke kunne holde sit område og det blev solgt til den tyske regering som begyndte at styre Tysk Østafrika direkte. Kompagniet fortsatte med at have plantager og handel.